# Bergsjö distrikt
Bergsjö distrikt är ett distrikt i Nordanstigs kommun och Gävleborgs län. Distriktet ligger omkring Bergsjö i nordöstra Hälsingland. 

## Tidigare administrativ tillhörighet
Distriktet inrättades 2016 och utgörs av Bergsjö socken i Nordanstigs kommun.
Området motsvarar den omfattning Bergsjö församling hade 1999/2000.

## Tätorter och småorter
I Bergsjö distrikt finns en tätort och fem småorter.

### Tätorter
- Bergsjö

### Småorter
- Fiskvik
- Gammsätter
- Högen
- Vattlång (del av)
- Älgered